# Can Casas (Mataró)
Can Casas és una obra historicista de Mataró (Maresme) protegida com a Bé Cultural d'Interès Local.

## Descripció
Casa constituïda per quatre cossos, de planta baixa i dues plantes pis. La façana està composta a partir d'un eix de simetria central, on hi ha l'accés. Destaca les vuit pilastres d'ordre dòric, l'estucat a carreu lliscat als extrems a l'eix central i a la planta baixa de l'edifici. Al primer pis s'observa dos balcons correguts de ferro seguint l'eix de simetria i quatre al segon pis. L'edifici acaba amb un acroteri a base de balustres i florons.
Aquesta casa forma part de la façana sud de la Rambla que es reforma totalment amb motiu de les obres d'urbanització d'aquesta (1928).